# Boutros Harb
Pour les articles homonymes, voir Harb.
Boutros Harb (بطرس حرب)(né à Tannourine le 3 août 1944), est un homme politique libanais.

## Biographie
Juriste, il est élu en 1972 député maronite de Batroun, au nord du Liban. Député indépendant, il est nommé ministre des Travaux publics et des Transports et ministre de l’Education nationale et des Beaux-arts en 1979, au sein du gouvernement de Salim El-Hoss ; un poste qu’il occupera jusqu’en 1980. Il revient au ministère de l'Éducation entre 1990 et 1992 dans le cabinet de Omar Karamé.
Actif lors de la négociation des accords de Taëf, son nom commence à apparaître parmi les présidentiables. Il boycotte, comme l’essentiel des personnalités et partis chrétiens, les élections législatives de 1992, mais prend part aux élections de 1996, au bout desquelles il retrouve son poste.
Membre de l’opposition parlementaire aux gouvernements de Rafiq Hariri, notamment auprès de Nassib Lahoud, Salim El-Hoss, Omar Karamé, Mohammad Youssef Beydoun et Hussein Husseini, il annonce sa candidature à l’élection présidentielle de 1998. Mais il la retire le jour du scrutin, au cours duquel Émile Lahoud est élu à l’unanimité.
Après une courte période de soutien au gouvernement de Salim El-Hoss en 1998, il retrouve l’opposition. En 2000, il brise par surprise son alliance avec Nayla Moawad et Omar Karamé et se présente aux élections en alliance avec Soleimane Frangié Jr, le Bloc Tripolitain de Mohammad Safadi et Najib Mikati, bien que rien ne les liait politiquement.
En 2001, il est l’un des membres fondateurs du rassemblement de Kornet Chehwane et exprime fortement son opposition aux politiques du gouvernement de Rafiq Hariri et à l’hégémonie syrienne.
En 2004, avec Nayla Moawad, Omar Karamé, Salim El-Hoss, Hussein Husseini et Albert Mansour, il crée le Front National pour la Réforme. Il se déclare la même année candidat à l’élection présidentielle puis s’oppose à l’amendement constitutionnel prorogeant le mandat du Président Émile Lahoud. Il refuse, en octobre, d’intégrer le gouvernement de son allié, Karamé, qu’il juge très prosyrien.
À partir de l’automne 2004, il prend part aux réunions du Bristol, regroupant les différentes factions de l’opposition anti-syrienne et prend part à la Révolution du Cèdre qui a suivi l’assassinat de Rafiq Hariri.
Il gagne les élections de 2005 sur la liste de l'Alliance du 14 Mars au Nord et devient l’un des candidats principaux de la Majorité au pouvoir pour remplacer Émile Lahoud à la Présidence de la république. Il se désistera en mai 2008 en faveur de Michel Sleiman.
Après sa réélection lors des législatives de 2009, il intègre le gouvernement d'union nationale de Saad Hariri comme ministre du Travail.
En 2012, il est l'objet d'une tentative d'assassinat, un engin explosif improvisé ayant été placé dans l'ascenseur de l'immeuble qui abrite ses bureaux.
En 2014, il intègre le gouvernement de Tamam Salam comme Ministre des Télécommunications. Durant son mandat, il lança Telecom Vision 2020 pour répandre le réseau FTTX (Fibres Optiques) sur tout le Liban. A la fin de son mandat, il publia le bilan de son travail intitulé le "défi de la modernité" conçu par la firme internationale de consultation Corbel Consulting.

## Vie personnelle
Marié à Marleine Tabet, il a trois enfants: Majd (1991, avocat), Nour (1994) et Hala (1994).